# Военный туризм
Военный туризм в узком смысле — путешествия в зоны боевых действий в целях осмотра достопримечательностей и боестолкновений. Также употребляется в более широком смысле — туристические сервисы, которые могут включать полёты на боевых самолетах и вертолётах, посещения военно-исторических музеев и исторических мест боевых действий в разных странах, а также участие в реконструкциях знаменитых сражений.

## Ранние этапы военного туризма
До XIX века большинство сражений было кратковременными, как правило, проходившими в течение нескольких часов. Один из первых военных корреспондентов, голландский живописец Виллем ван де Вельде Старший в 1653 году вышел в море на маленькой лодке, с которой наблюдал морское сражение между голландцами и англичанами, сделав на месте несколько его зарисовок.
Распространение военный туризм стал получать с середины XIX века. Создатель организованного туризма Томас Кук во время гражданской войны в США организовывал экскурсии британских туристов на места боевых действий в Америке.
Первое сражение при Булл-Ран (именуемое конфедератами как «Первое сражение при Манассасе») — первое крупное сухопутное сражение гражданской войны, состоявшееся 21 июля 1861 года. Посмотреть на ход битвы съехалось множество представителей вашингтонской элиты, рассчитывавших увидеть быстрый разгром армии южан. Когда армия северян была разгромлена, зрители в панике бросились уезжать в Вашингтон, что создало пробку на дороге.
Во время Крымской войны, группа американских туристов во главе с Марком Твеном посетила разрушенный Севастополь. В свою очередь, командующий российской армией князь А. С. Меншиков в 1854 году приглашал дам из севастопольского высшего света наблюдать за сражением на Альме с соседнего холма. А в рядах британской армии в 1854 году находилась Френсис Дьюберли, жена армейского казначея, которая приехала наблюдать за ходом боевых действий и оставалась на передовой, несмотря на протесты командования.

## Современный военный туризм
В наши дни многие туристы посещают пострадавшие от войны регионы, а некоторые посещают и зоны военных действий, такие как Израиль, Ливан, Мьянма, Алжир, Колумбия и другие регионы. Во время второй ливанской войны 2006 года Бейрут был полон туристов, которые были вынуждены покинуть город после начала боевых действий. Многие туристы также покидали Кению, Филиппины и в другие регионы в связи с нестабильной обстановкой. Можно было бы утверждать, что продолжение туризма в этих регионах является «военным туризмом», хотя в зоны боевых действий не было доступа туристов.
Есть независимые журналисты, которые в шутку называют себя «военными туристами», как, например, американский журналист и писатель Патрик O'Рурк. С другой стороны, «военными туристами» именовали себя Майк Хоар и его наёмники после неудачной попытки военного переворота на Сейшельских островах в 1981 году, чтобы избежать судебной ответственности.
Наполовину автобиографический роман норвежского писателя Эрика Баккена Олафсена «Turisten» («Турист»), опубликованный в 2007 году, достаточно широко раскрывает тему современного военного туризма.
Широкое освещение темы военного туризма начал Патрик O’Рурк, который в серии своих очерков, озаглавленных «Отпуск в аду. Наш бесстрашный репортёр едет в наихудшие мест в мире и спрашивает: „Что в этом смешного?“» представил свой насмешливый и циничный взгляд на журналистику в зонах конфликтов.
В телешоу Frontline компании PBS термин «военный туризм» использовался для описания практики патрулирования американских частей в Ираке.